# Плана (Копаоник)
Плана је било средњовековно рударско насеље, рудник и трг Копаоничке рудне области, које се налазило на северозападном делу Жељина, код истоименог данашњег села. Сматра се да је представљала центар најзначајнијег рударског рејона копаоничке области и у њој је потврђено 20% свих старих рударских радова на Копаонику и 27% свих топионица. Њено рудно богатство (злато у праху, гламско сребро, обично сребро, олово, бакар и гвожђе) је коришћено још у античко доба, а у изворима се први пут јавља 1346. године, као развијено рударско место.
Данас су на њеном простору уочљиви остаци старог насеља и рударских копова, чија се укупна подземна дужина процењује на око 150 до 300 km.

## Прошлост Плане
Први помен Плане потиче из 1346. године када се у њој помиње постојање католичке заједнице рудара Саса, што говори да је тада постојала као развијено рударско насеље. Стручњаци сматрају да је настала најкасније током друге деценије XIV века, у доба краља Милутина (1282—1321), док поједини аутори (Војислав Симић) сматрају да је настала можда још у XIII веку. У њој је 1388. године радила ковница новца у којој су ковани плански динари (grossi de Plana), чија је маса износила 0.5 грама. Исте године се у њој јавља и први конзул дубровачке заједнице Марин Бенешић, а поред Плане, Дубровчани су били присутни и у оближњем селу Ковачи. Њено последње помињање у изворима, потиче из 1461. године, у години коначног пада Српске деспотовине.

## Налази на терену

### Остаци насеља
Плана је у средњем веку била смештена око Царинског потока, који се улива у Планску реку, десну притоку Ибра, на данас ненасељеном простору који се назива Селиште. Обухватала је простор дужине око 500 и ширине око 200 метара, на коме је, током истраживања вршених 1954. године, лоцирано 153 остатка кућа,од око најмање 500 до 600, колико се претпоставља да их је било. Објекти су махом прављени комбинацијом камена (доле) и дрвета (горе), али је било и оних који су у потпуности направљени од дрвета.

### Остаци пратећих објеката
У Плани је постојала кула, која је имала заштитну улогу и њени остаци (зид дужине 12 и ширине 10 метара) су данас видљиви на локалитету Кулина. Сматра се да је омања мочвара која данас постоји на простору старе Плане, можда настала вештачким путем од некадашњег резервоара за воду, која је коришћена за прање и појење животиња.
Трг у Плани се вероватно налазио на платоу изнад насеља, познатом као Пазариште, а још један се налазио на локалитету Трговиште, између Селишта и Цеовишта. Некадашња царинарница се вероватно налазила на месту званом Царина, док се на локалитету Тамница налази закопнина, која има облик квадрата и подсећа на земуницу.

### Остаци цркава
На тлу насеља утврђено је постојање две цркве, смештене на заравњеном, узвишеном локалитету који се назива Дуарине (Дуварине), на удаљености од око 200 метара. Док су од једне опстали само делови бигра, коришћеног у њеној градњи, од друге су били сачувани знатнији остаци. Њена дужина је била 7 метара, а прављена је од камена, са највероватније кровом од бигра. Била је поплочана студеничким мермером, а око ње се налазило гробље. Према сачуваним изворима, Плана је имала католичку цркву, али се не зна да ли је то једна од ове две или њена локација још није откривена.

### Остаци рударења
На простору око Плане, лоцирано је преко 2.700 свртњева и уселина, као и 58 топионица, од чега њих 44 било за олово, 10 за гвожђе и 4 за бакар. За испирање злата, направљено је велико хидротехничко постројење дуго преко 50 километара, од чега су половину чинили цевоводи за које је употребљено око 65 000 грнчарских цеви пречника нешто више од 40 центиметара.

### Остаци околних насеља
Око Плане, налазио се читав низ мањих насеља, која су са њом била повезана читавом мрежом путева (ширине 2 метра), који су се очували на неким местима. Најзначајнија су били:
- Ковачи[а], који су били средиште занатства гвожђа у копаоничкој области[1]
- Предоле [б]